# Le Ferriere
Le Ferriere (tidigare Le Ferriere di Conca) är en ort och en frazione i kommunen Latina i Lazio i Italien. Le Ferriere är beläget nio kilometer nordost om staden Nettuno.
Under antiken kallades platsen Satricum.
I Le Ferriere kan man besöka helgonet Maria Gorettis (1890–1902) bostad La Cascina Antica.